# Hyalinaspis pallidinota
Hyalinaspis pallidinota är en insektsart som beskrevs av Taylor 1962. Hyalinaspis pallidinota ingår i släktet Hyalinaspis och familjen rundbladloppor. Inga underarter finns listade i Catalogue of Life.